# Willie Cauley-Stein
Willie Trill Cauley-Stein, nato Willie Durmond Cauley jr. (Spearville, 18 agosto 1993), è un cestista statunitense, professionista nella NBA e in Europa.

## Carriera

### NBA

#### Sacramento Kings (2015-2019)
È stato scelto al primo giro del draft 2015 alla sesta scelta assoluta dai Sacramento Kings. Fa il suo debutto in NBA il 28 ottobre 2015 contro i Los Angeles Clippers. Salta tutto il mese di dicembre per un infortunio ad un dito della mano destra. Il 25 marzo mette a referto 26 punti (record di punti stagionale) contro i Phoenix Suns. A fine stagione viene inserito nel NBA All-Rookie Second Team.
Con La cessione di Demarcus Cousins ai New Orleans Pelicans i minuti in campo per Cauley-Stein aumentano, e il 23 febbraio 2017 segna 27 punti (record di punti) contro i Denver Nuggets.
A giugno 2019 diventa free agent.

#### Golden State Warriors (2019-2020)
L'8 luglio 2019 firma con i Golden State Warriors con cui disputa metà stagione.

#### Dallas Mavericks e Philadelphia 76ers (2020-2022)
Il 25 gennaio 2020 è passato ai Dallas Mavericks in cambio di una seconda scelta al draft 2020.
Il 15 gennaio 2022 è stato tagliato dalla squadra texana per firmare Marquese Chriss. Il 24 febbraio dello stesso anno ha firmato un contratto di dieci giorni con i Philadelphia 76ers.

### Pallacanestro Varese
Il 30 luglio 2023 la Pallacanestro Varese annuncia di aver raggiunto un accordo con l'ex NBA per la stagione 2023/2024, inizia così l'esperienza europea per l'ex califfo NBA.
Il 14 dicembre 2023, viene sostituito da Skylar Spencer a seguito delle prestazioni al di sotto delle aspettative e messo fuori rosa in attesa di sistemazione dalla società prealpina in quanto l'atleta americano trova notevoli difficoltà ad adattarsi al basket italiano ed al nuovo modello varesino made in USA targato Luis Scola
Il 30 dicembre si accorda con la Pallacanestro Varese per la risoluzione del contratto con una buonuscita in suo favore pari al 25% dell'ingaggio di 200.000 € netti, cifra che avrebbe dovuto percepire per la stagione 2023/2024 dalla Pallacanestro Varese.

## Statistiche

### NCAA
| Anno      | Squadra           | PG  | PT | MP   | TC%  | 3P% | TL%  | RP  | AP  | PRP | SP  | PP  |
| --------- | ----------------- | --- | -- | ---- | ---- | --- | ---- | --- | --- | --- | --- | --- |
| 2012-2013 | Kentucky Wildcats | 29  | 14 | 23,6 | 62,1 | -   | 37,2 | 6,2 | 0,9 | 0,8 | 2,1 | 8,3 |
| 2013-2014 | Kentucky Wildcats | 37  | 18 | 23,8 | 59,6 | -   | 48,2 | 6,1 | 0,7 | 1,2 | 2,9 | 6,8 |
| 2014-2015 | Kentucky Wildcats | 39  | 38 | 25,9 | 57,2 | -   | 61,7 | 6,4 | 1,0 | 1,2 | 1,7 | 8,9 |
| Carriera  | Carriera          | 105 | 70 | 24,5 | 59,3 | -   | 50,8 | 6,2 | 0,9 | 1,1 | 2,2 | 8,0 |

#### Massimi in carriera
- Massimo di punti: 21 vs Texas-Austin (5 dicembre 2014)[4]
- Massimo di rimbalzi: 13 (2 volte)
- Massimo di assist: 4 (4 volte)
- Massimo di palle rubate: 6 vs Georgia (25 gennaio 2014)
- Massimo di stoppate: 9 (2 volte)
- Massimo di minuti giocati: 39 vs Mississippi (6 gennaio 2015)

### NBA

#### Regular season
| Anno      | Squadra            | PG  | PT  | MP   | TC%  | 3P%  | TL%  | RP  | AP  | PRP | SP  | PP   |
| --------- | ------------------ | --- | --- | ---- | ---- | ---- | ---- | --- | --- | --- | --- | ---- |
| 2015-2016 | Sacramento Kings   | 66  | 39  | 21,4 | 56,3 | 0,0  | 64,8 | 5,3 | 0,6 | 0,7 | 1,0 | 7,0  |
| 2016-2017 | Sacramento Kings   | 75  | 21  | 18,9 | 53,0 | 0,0  | 66,9 | 4,5 | 1,1 | 0,7 | 0,6 | 8,1  |
| 2017-2018 | Sacramento Kings   | 73  | 57  | 28,0 | 50,2 | 25,0 | 61,9 | 7,0 | 2,4 | 1,1 | 0,9 | 12,8 |
| 2018-2019 | Sacramento Kings   | 81  | 81  | 27,3 | 55,6 | 50,0 | 55,1 | 8,4 | 2,4 | 1,2 | 0,6 | 11,9 |
| 2019-2020 | G.S. Warriors      | 41  | 37  | 22,9 | 56,0 | -    | 61,4 | 6,2 | 1,5 | 1,1 | 1,2 | 7,9  |
| 2019-2020 | Dallas Mavericks   | 13  | 2   | 12,1 | 68,9 | 0,0  | 55,6 | 4,6 | 0,8 | 0,3 | 0,8 | 5,2  |
| 2020-2021 | Dallas Mavericks   | 53  | 16  | 17,1 | 63,2 | 9,1  | 62,8 | 4,5 | 0,7 | 0,4 | 0,8 | 5,3  |
| 2021-2022 | Dallas Mavericks   | 18  | 2   | 9,8  | 45,7 | 50,0 | 50,0 | 2,1 | 0,5 | 0,3 | 0,2 | 1,9  |
| 2021-2022 | Philadelphia 76ers | 2   | 0   | 2,8  | -    | -    | -    | 1,0 | 0,5 | 0,0 | 0,0 | 0,0  |
| Carriera  | Carriera           | 422 | 255 | 22,0 | 54,4 | 18,8 | 61,2 | 5,9 | 1,4 | 0,8 | 0,8 | 8,7  |

#### Play-off
| Anno | Squadra          | PG | PT | MP   | TC%  | 3P% | TL% | RP  | AP  | PRP | SP  | PP  |
| ---- | ---------------- | -- | -- | ---- | ---- | --- | --- | --- | --- | --- | --- | --- |
| 2021 | Dallas Mavericks | 6  | 0  | 10,5 | 66,7 | -   | 100 | 2,7 | 0,5 | 0,3 | 0,7 | 2,5 |

#### Massimi in carriera
- Massimo di punti: 29 vs Denver Nuggets (23 febbraio 2017)[5]
- Massimo di rimbalzi: 18 vs Dallas Mavericks (21 marzo 2019)
- Massimo di assist: 7 (2 volte)
- Massimo di palle rubate: 7 vs Denver Nuggets (6 gennaio 2018)
- Massimo di stoppate: 5 (2 volte)
- Massimo di minuti giocati: 42 vs Washington Wizards (10 marzo 2017)

## Palmarès
- NABC Defensive Player of the Year (2015)
- NCAA AP All-America First Team (2015)
- NBA All-Rookie Second Team (2016)

## Stipendio
| Stagione  | Squadra          | Salario    |
| --------- | ---------------- | ---------- |
| 2015-2016 | Sacramento Kings | $3,398,280 |
| 2016-2017 | Sacramento Kings | $3,551,160 |
| 2017-2018 | Sacramento Kings | $3,704,160 |
| 2018-2019 | Sacramento Kings | $4,696,875 |
| 2019-2020 | Dallas Mavericks | $4,696,875 |